# Denis Jewgenjewitsch Kotschetkow
Denis Jewgenjewitsch Kotschetkow (russisch Денис Евгеньевич Кочетков; * 27. März 1980 in Swerdlowsk, Russische SFSR) ist ein russischer Eishockeyspieler, der zuletzt beim HK Donbass Donezk in der Kontinentalen Hockey-Liga unter Vertrag stand. Sein Bruder Sergei ist ebenfalls ein professioneller Eishockeyspieler. 

## Karriere
Denis Kotschetkow begann seine Karriere als Eishockeyspieler in seiner Heimatstadt in der Nachwuchsabteilung von Dinamo-Energija Jekaterinburg, für dessen Profimannschaft er von 1999 bis 2002 zunächst in der Superliga und nach dem Abstieg in der Saison 2000/01 in der Wysschaja Liga, der zweiten russischen Spielklasse aktiv war. Von 1998 bis 2000 hatte der Angreifer zudem für Dinamo-Energijas zweite Mannschaft in der drittklassigen Perwaja Liga gespielt. Parallel stand er in diesem Zeitraum als Leihspieler für den Zweitligisten Kedr Nowouralsk auf dem Eis. Von 2002 bis 2005 spielte er für die Zweitligisten Mostowik Kurgan, Sauralje Kurgan und HK Metschel Tscheljabinsk. In der Saison 2004/05 kam er zudem zu einem Einsatz für Neftechimik Nischnekamsk aus der Superliga. 
Von 2005 bis 2008 stand Kotschetkow in der Superliga unter Vertrag, zunächst ein halbes Jahr lang bei Molot-Prikamje Perm und anschließend zweieinhalb Jahre beim HK Sibir Nowosibirsk. Die Saison 2008/09 verbrachte der Linksschütze bei Sewerstal Tscherepowez, seinem Ex-Klub Neftechimik Nischnekamsk und dem kasachischen Verein Barys Astana in der neu gegründeten Kontinentalen Hockey-Liga. Zur folgenden Spielzeit wurde der Russe vom belarussischen Hauptstadtclub HK Dinamo Minsk verpflichtet, für den er seither in der KHL spielt. Zudem kam er für dessen Kooperationspartner HK Homel in seiner ersten Spielzeit bei Dinamo zu 22 Einsätzen in der Extraliga, in denen er 23 Scorerpunkte erzielte.
Nachdem er die Saison 2009/10 bei Dinamo Minsk begonnen hatte, wechselte er nach elf Spielen zum HK Junost Minsk in die Extraliga, für den er sechs Partien absolvierte. Anfang Dezember 2010 wurde er von Torpedo Nischni Nowgorod verpflichtet. Ab August 2011 stand Kotschetkow beim HK Donbass Donezk unter Vertrag.

## Erfolge und Auszeichnungen
- 2013 Gewinn des IIHF Continental Cup mit dem HK Donbass Donezk

## Statistik
(Stand: Ende der Saison 2010/11)